# SadDoLLs
SadDoLLs – grecki zespół gothic metalowy założony w 2006 roku.
Muzyka zespołu inspirowana jest fińskimi zespołami takimi jak:The 69 Eyes, HIM, For My Pain..., Charon czy To/Die/For.
Grupa w 2007 roku wydała minialbum o nazwie "Dead in the Dollhouse".
W 2009 roku zespół wydał swój pierwszy album zatytułowany "About Darkness...".
Drugi album grupy o nazwie "Happy Deathday" wyszedł w 2012 roku. W 2014 roku ukazał się trzeci album "Grave Party".

## Muzycy

### Członkowie zespołu
- George Downloved – wokal
- Paul EviLßose – gitara elektryczna
- Daniel Aven – gitara elektryczna
- G.B – gitara basowa
- St.Gus – perkusja

## Dyskografia

### Albumy
- Dead in the Dollhouse (EP) (2007)
- About Darkness... (2009)
- Happy Deathday (2012)
- Grave Party (2014)

### Single
- Misery (2010)
- Watch Me Crawl Behind (2010)
- Bloodred (2012)
- Psychedelic Love (2012)
- Criminal of Love (2013
- Lady Cry (2014)